# アブー・ドゥジャーナ
アブー・ドゥジャカラシャーナ・シマーク・ビン・カラシャ（アラビア語: أبو دُجانة سماك بن خرشة）はムハンマドの教友で、スンニ派の6大ハディース集内のハディースで言及されている熟練した剣士であった。

## 経歴
アブー・ドゥジャーナは、アンサール出身のバヌーサイダ族の一員であるシマーク・イブン・カラシャとして生まれた。
アブー・ドゥジャーナはハムザ・イブン・アブドゥル＝ムッタリブの遠征に参加し、アムル・イブン・ヒシャームの軍と対峙したが、マジディ・イブン・アムルという第三者の介入により両者は交戦しなかった。
ウフドの戦いの間、アブー・ドゥジャーナは死ぬまで戦う意志を示す赤いスカーフ 「死のスカーフ」 を身につけていた。戦いを指揮した預言者ムハンマドは、自らアブー・ドゥジャーナに剣を与え、アブー・ドゥジャーナが満足するか、剣が折れたり、曲がったりするまでその剣で戦うように指示した。戦闘が始まると、アブー・ドゥジャーナは敵陣に突入し、バヌー・アサドー族の多神教徒アブドゥッラー・イブン・フマーイド・アル・ハーリスを殺害した。その後も攻撃を続け、ヒンド・ビント・ウトバと対峙したが、ムハンマドから与えられた剣で攻撃することは控え、「女性の血で汚したくない」とアブー・ドゥジャーナは言った。ズバイル・イブン・アウワームはこの事象をイブン・イスハークの記録に残している:373。また、ズバイルは逃げていくメッカの女性たちを目撃し、アブー・ドゥジャーナたちがクライシュ族の軍隊を虐殺する際に、ヒンド・ビント・ウトバの足首を縛るのを見たとしている:379。アブー・ドゥジャーナの勇敢さは、ハムザ・イブン・アブド・アル＝ムッタリブの勇敢さとともに、戦いの初期段階でイスラム軍の士気を高め、クライシュ軍を壊滅させた。
しかし、ハーリド・イブン・アル＝ワリード率いる騎兵部隊がイスラム軍の背後から攻撃し隊列を分断すると、戦いの流れはクライシュ族に有利になった。このムハンマド側からすると危機的な時に、ムハンマドは軍から離れ、ズバイルはアブー・バクル、タルハ、ハリト・イブン=サンマとともにの周囲に外郭を形成し、内郭はウマル・イブン・ハッターブ、アリー・イブン・アビー・ターリブ、アナス・イブン・ナダール、アブー・ドゥジャーナによって形成された。アブー・ドゥジャーナはムハンマドを矢から守っている間、背中にいくつかの傷を負った。カブ・イブン=マリクを筆頭にイスラム教徒の兵士の中には、「ムハンマドが殺された」という噂を聞いて不安になった兵士もおり、アブー・ドゥジャーナに確認しムハンマドがまだ生きていることを知ったというケースもある。その後、彼らはイスラム勢力に再合流し、他の人々と再編成した。戦いは最終的にムハンマドと軍がウフド山に退却したことによりメッカ側（クライシュ）の勝利終わり、ムハンマドはウバイ・イブン・ハラフという名のクライシュ族の騎兵に投げ槍でとどめを刺した。

### 死
アブー・ドゥジャーナは632年にヤママの戦いで重傷を負い死亡した。またアブー・ドゥジャーナは自称預言者ムサイリマを殺した二人の戦士のうちの一人だった。

## 評価
評価としては「ウフドの戦いで、しばしば赤い帯を頭に巻いて戦闘で頭角を現し、敵の前を突進して戦う前に勇猛果敢に戦った。」というような評価であった。

## 死後
アブー・ドゥジャーナはハディースのナレーションを担当し、多くのハディースの絵画に描かれた。
アブー・ドゥジャーナは、『サヒーフ・アル＝ブハーリー』や『サヒーフ・ムスリム』などのハディースでも言及された。武勇伝以外のアブー・ドゥジャーナの話で、「アナスは、アブー・ドゥジャーナに、 Abu Suhail bin Al-Baidaと並んで、熟していないナツメヤシの実で作った酒を飲まされていた。アルコール飲料が禁止されると、アナスは直ちにこの飲料を捨てた」という記述も発見されている。